# Obbligo o verità
Obbligo o verità (Truth or Dare) è un film del 2018 diretto da Jeff Wadlow.

## Trama
Olivia Barron, la sua migliore amica Markie, il fidanzato di Markie, Lucas, insieme a Penelope e il suo fidanzato Tyson e Brad fanno un viaggio a Rosarito. In Messico, Olivia conosce Carter, che convince lei e i suoi amici a unirsi a lui per un drink tra le rovine di una villa. Qui Carter inizia un gioco di "obbligo o verità” con Olivia e i suoi compagni di viaggio.
Il gioco termina quando Carter rivela di aver ingannato Olivia per offrire lei e i suoi amici al suo posto nel gioco “obbligo o verità”. Mentre se ne va Carter, spiega ad Olivia che il gioco li seguirà e loro non dovranno rifiutarlo.
Al ritorno, Olivia inizia a vedere "Truth or Dare?" scritto in diversi posti, inizialmente non dà peso alla cosa, credendo in uno scherzo. Tuttavia, in biblioteca vede tutti chiederle "Obbligo o Verità?" fino a quando non sceglie verità ed è costretta a dire che Markie ha tradito Lucas.
Olivia, essendosi convinta che Carter stava dicendo la verità, si raduna e tenta di convincere i suoi amici che il gioco è reale. Il gioco, in base all'ordine in cui il gruppo ha giocato in Messico, si rivolge a Markie, essendo già apparso a Olivia e Lucas, la quale è costretta a rompere la mano di Olivia. All'ospedale, Brad viene quindi costretto dal gioco a rivelare a suo padre, l'ufficiale Han Chang, la sua omosessualità.
Il giorno seguente, Tyson si rifiuta di dire la verità e, di conseguenza, muore. Una Penelope ubriaca viene poi costretta dal gioco a bere e finire una bottiglia piena di vodka mentre cammina lungo il bordo del tetto di una casa. Alla fine cade dal tetto dopo aver finito la bottiglia, ma viene salvata da Brad, Markie e Olivia. 
Il gruppo riesce a entrare in contatto con una donna di nome Giselle, che è anch’essa una partecipante in un'incarnazione separata del gioco, e il gruppo va incontro a lei.
Giselle rivela che lei e i suoi amici hanno giocato il gioco e il suo amico Sam, l'unico altro sopravvissuto della sua incarnazione del gioco, è stato responsabile per il fatto che il gioco è diventato realtà in primo luogo. Giselle rivela che una verità può essere scelta solo due volte prima che il prossimo giocatore sia costretto a scegliere obbligo. Giselle punta una pistola su Olivia e spara, confessando di aver ricevuto l’obbligo di ucciderla. Tuttavia, Penelope salta di fronte a Olivia e viene colpita e uccisa. Non riuscendo a uccidere Olivia, Giselle si spara in testa.
Olivia e Lucas guidano fino a Tijuana e incontrano una donna muta ed ex monaca che ha operato fuori dalla chiesa in cui in origine avevano giocato la partita. La donna li informa che hanno a che fare con un demone che possedeva il gioco di "Obbligo o verità" e può essere fermato solo se l'ultima persona che l'ha evocato sacrifica la lingua in un'urna e la sigilla con la cera dopo che un incantesimo è stato fatto nella chiesa.
Più tardi, seguendo i turni di Olivia, Lucas e Markie, Brad, durante un obbligo, viene colpito e ucciso da un ufficiale in avvicinamento. Al distretto, Olivia scopre che Carter è Sam, quindi il responsabile di tutto.
Olivia, Markie e Lucas trovano Sam e lo costringono a dirigersi verso le rovine della chiesa in Messico. Lì, Sam inizia il rituale e sta per tagliare la lingua quando Lucas riceve l’obbligo di uccidere Olivia o Markie, che rifiuta. Posseduto dal demone che controlla il gioco, Lucas è costretto a uccidere Sam, prima che quest'ultimo possa completare il rituale per terminare la partita. Quindi procede a tagliarsi la gola e muore.
Olivia costringe il demone a rivelarle se esiste o meno un modo definitivo di concludere la partita con Markie e se stessa viva. Il demone rivela che ora che Sam è morto, non c'è, ma possono attirare più persone nel gioco e prolungare il loro turno in esso. Olivia registra e carica un video su YouTube, mettendo in guardia sul gioco e le sue regole, prima di sfidare gli spettatori di tutto il mondo a "Truth or Dare".

## Produzione
Le riprese del film sono iniziate il 7 giugno 2017.
Il budget del film è stato di 3,5 milioni di dollari.

## Promozione
Il primo trailer del film viene diffuso il 3 gennaio 2018.

## Distribuzione
La pellicola è stata distribuita nelle sale cinematografiche statunitensi a partire dal 13 aprile 2018, mentre in quelle italiane dal 21 giugno dello stesso anno.

## Accoglienza

### Incassi
La pellicola ha incassato 40,7 milioni di dollari nel Nord America e 42,3 nel resto del mondo, per un totale di 82,9 milioni di dollari al botteghino mondiale.

### Critica
Il film è stato accolto in maniera negativa dalla critica. Sul sito Rotten Tomatoes ottiene il 14% delle recensioni professionali positive, con un voto medio di 3,6 su 10, basato su 129 critiche, mentre su Metacritic ha un punteggio di 35 su 100, basato su 33 recensioni.

## Riconoscimenti
- 2018 - Teen Choice Award[7]
  - Candidatura per il miglior film drammatico
  - Candidatura per il miglior attrice in un film drammatico a Lucy Hale